# بودهازا
بودهازا (به مجاری:  Bödeháza) یک منطقهٔ مسکونی در مجارستان است که در ناحیه لنتی واقع شده‌است.